# Giorgio Treves
Giorgio Treves (New York, 3 maggio 1945) è un regista e sceneggiatore italiano.

## Biografia
Nato a New York, dove la sua famiglia si era rifugiata durante la guerra, si laurea a Torino in economia, prima di trasferirsi a Roma per lavorare nel cinema.
Inizia come aiutante di Vittorio De Sica, Francesco Rosi e Luchino Visconti. Inoltre scrive la sceneggiatura di alcuni film ed un libro. 
Si applica anche per la televisione e il teatro.
Il suo primo film è il cortometraggio K-Z, a cui fa seguito il film La coda del diavolo (1986), che vince il David di Donatello per il miglior regista esordiente.
Nel 2000 realizza il film Rosa e Cornelia con Chiara Muti, Stefania Rocca e Athina Cenci che consegue due grolle d'oro (miglior film migliore interpretazione femminile (Stefania Rocca) e il Premio Saint Vincent (Premio Migliore Film) e un Globo d'oro (migliore attrice rivelazione 2001 a Stefania Rocca).

## Filmografia

### Regista

#### Cinema[7]
- Rads 1000 - cortometraggio (1972)
- K-Z - cortometraggio (1972)
- Dario Treves - cortometraggio (1976)
- Cou Cou Bazar - cortometraggio (1978)
- La coda del diavolo (1986)
- Intolerance, co-regia collettiva (1996) - (episodio "Prima linea")
- Rosa e Cornelia (2000)
- All Human Rights for All, co-regia collettiva (2008) - (episodio "Raccolta differenziata")
- La croce e la svastica, di Luca Scivoletto e Giorgio Treves, durata 104 min. - Italia, Francia - 2022.

#### Televisione
- Il ritorno (1980)
- Cenere per le sorelle Flynn (1982)
- Cinema primo amore - cortometraggio (1990)
- Luchino Visconti, le chemin de la recherche (2006)
- Gian Luigi Rondi: Vita, cinema, passione (2014)[8]
- David 60 - Ieri oggi domani (2016)[9]
- 1938 - Diversi (2018)

## Premi e riconoscimenti
- 1987: David di Donatello per il miglior regista esordiente per La coda del diavolo[10]
- 1973: Candidato al Premio Oscar 1973 come migliore documentario per “K-Z”[11]
- 2000: Premio Saint Vincent Grolle d'Oro: premio migliore film per Rosa e Cornelia[12]